# Тодуа, Эльвира Зурабовна
Эльви́ра Зура́бовна То́дуа (род. 31 января 1986 года) — российская футболистка, вратарь женского клуба ЦСКА. Выступала за сборную России. Мастер спорта России международного класса. За свою спортивную карьеру выступала за команды «Дон-Текс», «Кубаночка», ЦСК ВВС, «Россиянка», «Рязань-ВДВ» и ростовский «СКА». В женской сборной дебютировала в 2005 году, выиграв в том же году чемпионат Европы среди девушек не старше 19 лет. Четырёхкратная чемпионка России.

## Ранние годы
Эльвира родилась в городе Ткварчели (Ткуарчал), расположенном недалеко от Кодорского ущелья. Отец — Зураб Тодуа, абхаз; играл в гандбол на позиции вратаря. Мать — русская, уроженка Костромы. Есть также старший брат Олег; дядя играл в футбол и был вратарём. Фамилия Тодуа является мингрельской; по национальности Эльвира называет себя абхазкой. Эльвира проживала в Ткварчели до семилетнего возраста в многоэтажном доме, в квартире на пятом этаже, рядом с гостиницей для отдыхающих на радоновых источниках и рядом с госпиталем. На абхазском Тодуа понимает отдельные слова, но не изъясняется.
Семья Эльвиры в течение двух лет испытывала все последствия грузино-абхазской войны: дом попадал под обстрелы, а гостиница была полностью разбомблена. Эльвира говорила, что училась с братом угадывать, из какого оружия ведётся обстрел, и нередко становилась свидетелем того, как на грузовиках привозили к госпиталю убитых и раненых. Во время войны Ткварчели был в блокаде, а все вертолёты с мирными жителями, которые пытались вывезти, сбивали. Уже после войны Эльвира переехала с родителями в микрорайон Донской города Новочеркасска в Ростовской области к родственникам; ситуация также осложнялась тем, что у брата был диагностирован хронический бронхит. Некоторое время отец работал на ГРЭС в Донском, а семье выделили комнату в общежитии. По словам Эльвиры, в течение девяти лет семья скиталась по съёмным квартирам: ни у кого из семьи не было документов, а родители трудились «на трёх-четырёх работах», чтобы прокормить семью. В школе над Элей часто смеялись из-за бедности, а сама Эльвира нередко влезала в драку, защищая брата.

## Клубная карьера

### Начало карьеры в Ростове
Эльвира занималась разными видами спорта, выигрывая соревнования по баскетболу, дзюдо, боксу и гребле, а также занимаясь спортивной гимнастикой и посещая кружок лепки (мать хотела отдать Элю на танцы). В футбол она начала играть во дворе ещё с братом в родном городе, а в Новочеркасске играла с местными мальчишками, несмотря на то, что против её увлечения футболом были родители, искренне при этом переживавшие за дочь. Иногда Эльвире пришлось выдумывать, что она собирается идти в магазин за хлебом, а сама девочка уходила играть в футбол. В Новочеркасске её приняли в футбольную секцию новочеркасской ДЮСШ-10, и она начала играть за основную мужскую команду спортшколы и сборную Новочеркасска.
По словам Эльвиры, во дворе ей часто говорили вставать на ворота, чтобы она «не мешалась под ногами», а на смотрах в школе она попала в двусторонний матч младшей группы против старших, сыграв в нападении и забив два мяча старшей команде. После этого тренер Игорь Азумец принял девочку в состав клуба. На ворота она не становилась, поскольку её не пускал тренер, опасавшийся, что Эльвиру «зашибут». В дальнейшем в некоторых матчах Тодуа действительно играла в нападении, забивая голы, однако её основной позицией вскоре стала вратарская. Как болельщица, Эльвира всегда посещала матчи ростовского «СКА».

### «Кубаночка»
Эльвира говорила, что изначально мечтала выступать за команду «Дон-Текс» из города Шахты: за этот клуб она выступала в 1999—2000 годах. В седьмом классе она ушла из школы и уехала в Краснодар, где собиралась профессионально начать играть в футбол, однако пообещала матери перечислять часть зарплаты. Очередные летние каникулы Тодуа провела в спортивном интернате «Кубаночка», куда набирали девочек по разным возрастам. В интернате были два поля: песчаное поле для вратарей и поле на гальке. В одном из матчей в городе Горячий Ключ против команды мальчиков Эльвира раскритиковала плохо игравшего вратаря, заявив, что справилась бы лучше, и на следующий день её проверяли два тренера на песчаном поле, после чего разрешили играть ей в воротах. Эльвира провела свой первый матч на позиции вратаря в возрасте 14 лет, сыграв против профессионального клуба «Кубаночка»: вратарь «Кубаночки» Алла Волкова убедила команду приобрести Тодуа. Работу с ней вёл известный в прошлом вратарь Михаил Скоков, который помог ей отточить профессиональные навыки.

### Самара, Рязань и Ростов
За команду «Кубаночка» Тодуа выступала в 2000—2001 годах, продолжая ездить учиться в интернат с базы, однако в 2001 году команда обанкротилась, и она перешла в самарский ЦСК ВВС, за который играла в 2001—2003 годах, став в 2003 году бронзовым призёром чемпионата России. В 2004 году Тодуа была приобретена футбольным клубом «Россиянка», несмотря на упорство со стороны ЦСК ВВС: трансфер оказался своевременным, поскольку вскоре ЦСК ВВС из-за финансовых проблем был расформирован. В 2005 году она ушла из «Россиянки» в клуб «Рязань-ВДВ», где отыграла год, а в 2006 году перешла в «СКА-Ростов»: владелец клуба Иван Саввиди, несмотря на серьёзную сумму, которую рязанская команда требовала за трансфер Тодуа, согласился купить Эльвиру, поскольку очень хотел видеть её в команде и желал бороться за высокие места. Эльвира выступала в 2007—2008 годах за ростовский клуб, а к концу 2008 года четыре раза успела завоевать приз лучшего вратаря чемпионата России, выступая за разные команды.

### «Россиянка» и ЦСКА
В 2009 году Тодуа вернулась в состав «Россиянки», став с ней в 2010 и 2012 годах чемпионкой России, а также завоевав дважды Кубок России в 2009 и 2010 годах. Эльвира говорила, что ей неоднократно предлагали уехать за границу в датские или французские клубы. Причинами того, что ни один переход российских футболисток за границу в 2000-е годы не состоялся, были отсутствие агентов у футболисток и перенаправление всех запросов в федерацию футбола: руководство РФС считало, что отъезд спортсменок за границу усложнит их вызов в сборную. В частности, Тодуа могла перейти в «Лион» или ПСЖ, однако руководство «Россиянки» отказалось от трансфера в связи с действовавшим контрактом. Имели место предложения из датского «Брондбю» и шведского «Умео», однако Тодуа считала непривлекательной идею игры за непрофессиональную команду без знания языка.
В 2016 году Эльвира стала игроком женского ЦСКА: этот клуб был образован на базе дубля «Россиянки», владелец которой приобрёл франшизу у ЦСКА и взял на себя финансирование обеих женских команд. На фоне расформирования нескольких женских команд образование женского ЦСКА позволило сохранить в чемпионате России хотя бы шесть клубов: это количество было минимально допустимым для страны, которая имела гипотетическое право делегировать команды в еврокубки. Тодуа немедленно согласилась перейти в новую команду, чтобы помочь ей, и отличилась в первом же матче за ЦСКА против «Чертаново», когда забила гол с пенальти, который стал первым официальным голом в истории женского ЦСКА. Эта встреча состоялась 29 апреля 2016 года: на 26-й минуте Тодуа, отразив удар Маргариты Черномырдиной, перевела мяч на угловой, после которого ЦСКА перешёл в контратаку и заработал пенальти. Главный тренер «армейского клуба» Максим Зиновьев сам назначил Эльвиру бьющей: Алёна Беляева, вратарь «Чертаново», готовилась прыгать только по удару, а Тодуа ударила плотно в правый от себя угол, пробив «чуть сильнее среднего». По словам Эльвиры, в составе ЦСКА было три игрока, способных пробить с 11-метровой отметки — Карина Блынская, Дарья Шквара и сама Тодуа.
30 июля 2016 года матч ЦСКА против «Кубаночки» должен был стать последним в том году для Тодуа в связи с тем, что она выступала за ЦСКА на правах аренды и вынуждена была возвращаться в «Россиянку»: в последней встрече армейки проиграли 1:2 из-за ошибки Тодуа при выносе мяча, когда состоялся второй гол, что Эльвира потом тяжело переживала. В том же году в четвертьфинале Кубка России Эльвира провела первый и единственный матч за «Россиянку» против ЦСКА: при счёте 2:1 в пользу «Россиянки» Тодуа выпустили за 20 минут до конца встречи. По совпадению, ЦСКА пропустил ещё два гола, а с трибун болельщики позже в шутку стали скандировать «Эй, Эльвира, пропускай за ЦСКА!». Всего она сыграла в том сезоне в 2016 году два матча за «Россиянку» и 11 матчей за ЦСКА в чемпионате России.
В 2017 году Тодуа стала уже постоянным игроком основы ЦСКА, сыграв 14 матчей в чемпионате и 2 матча в Кубке России. На конец 2017 года у неё в активе было уже четыре забитых мяча в игровой карьере, но при этом она перенесла шесть травм (в том числе три операции на одно колено); с командой она успела выиграть Кубок России в 2017 году. В 2019 и 2020 годах Тодуа выиграла чемпионат России в составе ЦСКА. 13 ноября 2021 года Эльвира Тодуа сыграла свой 100-й матч за ЦСКА во всех турнирах: в том матче, проходившем в рамках 26-го тура чемпионата России, была одержана победа над «Краснодаром» со счётом 2:1. Тодуа стала второй футболисткой ЦСКА с подобным достижением (прежде отметку в 100 матчей преодолевала Надежда Смирнова). Весь год Тодуа играла за клуб и сборную с гипсом на сломанном мизинце.
Согласно интервью от 30 января 2022 года, за свою карьеру Тодуа перенесла шесть операций на плече и локте, а также серию медицинских вмешательств в менее опасных случаях. Проблемы с правым плечом у неё наметились после того, когда она упала в прыжке, отбивая мяч: только благодаря хирургическому вмешательству и постоянным тренировкам Тодуа вернулась быстро в строй. Также она успела переболеть коронавирусом в 2021 году. Достаточно часто она получала травмы пальцев. В 2022 и 2023 годах Тодуа выиграла свой второй и третий в составе ЦСКА Кубок России — соответственно, четвёртый и пятый в своей игровой карьере. С апреля 2023 года также является частью медиафутбольной команды «Матч ТВ».
В начале сезона 2025 года было объявлено, что Тодуа пропустит начало сезона из-за хронической травмы плечевого сустава.

## Карьера в сборной

### Молодёжные сборные
В феврале 2001 года 15-летняя Тодуа впервые попала в молодёжную сборную России, отыграв там год. В 2002 году она провела официальный матч за молодёжную сборную против сборной Японии на коммерческом турнире, который был образован в связи с тем, что сорвалось проведение чемпионата мира 2003 года: матч против японок россиянки выиграли со счётом 1:0. В 2004 году со сборной России, составленной из девушек не старше 19 лет, она выступила на чемпионате Европы в Финляндии и стала бронзовым призёром турнира.
Через год Эльвира выступила на чемпионате Европы среди девушек до 19 лет, проходившем в Венгрии, и одержала с российской сборной победу. В финальном матче, состоявшемся 1 августа между сборными России и Франции, основное время матча завершилось со счётом 2:2, а в овертайме победитель не был выявлен, вследствие чего была назначена серия пенальти. Изначально Тодуа вообще не должна была бить пенальти, однако в серии была зафиксирована ничья после пяти ударов: пробивавшая второй по счёту Оксана Титова не попала в створ, а бившая пятой вратарь Сара Буадди попала в перекладину. Никто из девушек не решился подходить к мячу после пяти ударов, поэтому они позвали Эльвиру: прежде она никогда не исполняла пенальти ни в каких матчах, хотя нередко оттачивала удары на тренировках. В итоге Эльвира не только забила свой 11-метровый удар, но и отразила последующий удар француженок, принеся россиянкам победу. В 2006 году Эльвира также выступила на молодёжном чемпионате мира в России, проходившем с 17 августа по 3 сентября 2006 года.

### Национальная сборная
В официальных матчах отборочных и финальных частей чемпионата Европы официальный дебют Эльвиры Тодуа как игрока сборной России состоялся 28 августа 2005 года в рамках игры против сборной Шотландии (победа 6:0). В то же время она проводила и ранее товарищеские матчи: так, 28 января 2005 года на товарищеском турнире четырёх наций в китайском Гуанчжоу она вышла на второй тайм матча против сборной Китая (поражение 1:3), а 26 мая 2005 года отыграла первый тайм товарищеского матча против Японии (поражение 2:4). В дальнейшем футболистки, выигравшие молодёжный чемпионат Европы 2005 года, составили костяк женской сборной России, однако это произошло, по мнению самой Тодуа, по причине недостаточной конкуренции в российском женском футболе. В составе сборной России Эльвира Тодуа сыграла на своём первом чемпионате Европы в 2009 году в Финляндии, проведя матч против Италии (0:2). 23 июня 2012 года Эльвира Тодуа вышла на замену в первом в истории матче сборной Абхазии против российского клуба «Краснодар» (победа абхазов со счётом 2:1).
В 2013 году Эльвира Тодуа выступила на чемпионате Европы в Швеции, проведя там матчи против Франции (1:3), Англии (1:1) и Испании (1:1). В игре против Англии россиянки вели в счёте, но под конец встречи всё же пропустили гол. Как позже выяснилось, все матчи турнира Тодуа играла на уколах, поскольку ещё до чемпионата Европы получила серьёзную травму плеча, но после поединков в Швеции боли усилились настолько, что Эльвира вынуждена была согласиться на операцию и пропустить оставшиеся в сезоне матчи за клуб и сборную. Эльвира выступала под руководством таких тренеров сборной, как Вера Паув, Фарид Бенстити, Игорь Шалимов и Сергей Лаврентьев. Однако до прихода Юрия Красножана на пост главного тренера сборной России Тодуа достаточно долго не вызывалась в сборную: несмотря на разговоры с Еленой Фоминой и уверенные выступления в 2019 году за ЦСКА, Эльвира оказывалась постоянно за бортом сборной и искренне не понимала причин возникновения такой ситуации. Также Тодуа говорила, что у неё были разногласия нефутбольного характера с Игорем Шалимовым.
В 2021 году Юрий Красножан вызвал в сборную девять человек, не призывавшихся в команду в течение года, и среди них оказалась и Эльвира Тодуа. На февральских сборах Тодуа сломала нос, из-за чего вынуждена была месяц носить специальную защитную маску: сняв её, в первый же день Эльвира снова сломала нос, перенеся заодно и сотрясение мозга. 13 апреля 2021 года она сыграла 100-й матч за сборную России против Португалии: зафиксированная в матче ничья 0:0 вывела сборную России на чемпионат Европы 2022 года (в первом матче, ставшем для Тодуа 99-м по счёту, россиянки победили 1:0 благодаря голу Нелли Коровкиной). Эльвира играла в обеих этих встречах в защитной маске, причём перед ответной встречей она сломала мизинец, из-за чего вынуждена была наложить на палец пластиковый гипс и надеть поверх перчатку. Однако 2 мая 2022 года решением УЕФА сборную России отстранили от участия в чемпионате Европы, заменив её сборной Португалии. По словам Тодуа, из-за рубежа поддержку спортсменкам не выразил никто.

## Стиль игры
Изначально Эльвира Тодуа играла в нападении, однако стремилась играть в воротах, поскольку в детстве чаще выбирала эту позицию. После поражения в игре против «Кубаночки» она сказала, что хотела бы играть на позиции вратаря, и следующим утром в течение полутора часов её проверял тренер: мужчина и женщина забили ей два мяча, после чего Тодуа разрешили играть в дальнейшем в воротах. Сама Эльвира говорит, что может играть и на позиции вратаря, и на позиции нападающего. Себя Тодуа называет «вратарём старой школы», который бросается на мяч руками, а не ногами.
Михаил Скоков, тренировавший Тодуа на позиции вратаря, отмечал её прекрасные физические и технические данные, называя её «феноменом» и считая достойной заменой Светлане Петько на позиции вратаря. Он выделял её психологическую устойчивость и опыт, которые Эльвира набрала за первый год выступления в сборной. Одной из проблем Тодуа были травмы, возникавшие не столько в результате столкновений с другими игроками, сколько из-за собственных резких движений (чаще надрывы связок голеностопа). Свою манеру игры Тодуа называет «бешеной»: она стремится к идеальному выступлению и заставляет других аналогично выкладываться по максимуму.
На позиции вратаря Тодуа отличается надёжностью и простотой игры, отличной прыгучестью и пластичностью, успешно действует на линии ворот и на выходах. В матчах она делает точные акцентированные передачи и рукой, и ногой, начиная атаки команды, а также психологически настраивает своих партнёров по команде на победу. Также она любит пробивать пенальти, а при отражении пенальти зачастую разгадывает намерения противников. На поле она является коммуникабельным и достаточно громким человеком, который часто кричит что-либо игрокам, чтобы добиться от них ответной реакции, которая принесла бы командную пользу. Пресса нередко сравнивала её с вратарём ПФК ЦСКА Игорем Акинфеевым.

## Личная жизнь
В 2006 году в интервью «Красной звезде» Эльвира упомянула, что её молодой человек в прошлом раньше также играл в футбол: работая водителем, он привозил на матчи одной из команд Тодуа некоего большого начальника. По состоянию на 2016 год Эльвира не состояла в каких-либо отношениях, поскольку уделяла слишком много времени спорту: она говорила, что не может не привязывать личную жизнь к футболу, и поэтому, чтобы посвятить себя семье полностью, она должна будет завершить в таком случае игровую карьеру. При этом она заявила, что больше готова к созданию семьи, чем в прошлые годы. Некоторое время она училась в Малаховском институте физкультуры.
Одним из увлечений Тодуа стала кулинария: отец научил Эльвиру готовить мясные блюда, а мать — кондитерские изделия. Также Эльвира занимается шитьём. Иногда она ездит в Абхазию, чтобы повидаться с родственниками: её бабушка Галина Виссарионовна раньше работала директором скотобойни, и местные жители нередко пересказывали байку о том, как бабушка однажды завалила одного быка, ударив его кулаком между рогов (его якобы не могли уложить даже десять взрослых мужчин). Утверждает, что ровно относится к вину и цитрусовым. В молодости увлекалась автомобилями и любила ездить на высоких скоростях, но позже осознала всю опасность такого увлечения и перестала «лихачить».
Эльвира является верующей, ходит в церковь и ездит иногда к святым местам: по её словам, на её убеждения повлияли несколько случаев, когда она в детстве оказывалась в опасности и чудом оставалась в живых. Так, однажды она решила искупаться в горной речке и попала в воронку, откуда с большим трудом выбралась; в другой раз её дом, где прятались соседи, кто-то поджёг, опрокинув лампу на матрац, который долго тлел и потом вспыхнул. По мнению Эльвиры, в каждой национальности есть «и хорошие, и плохие люди»; сама Эльвира говорила, что с проявлениями расизма в России не сталкивалась, хотя от этого в стране нередко возникали проблемы. Своей родиной она считает и Россию, и Абхазию. Подчёркивая свою связь с Абхазией, Эльвира следит по возможности за матчами сборной Абхазии в футбольных турнирах ConIFA (стран и регионов, не входящих в ФИФА).
Говоря о популярности женского футбола, Эльвира подчёркивала, что в ФИФА и УЕФА это является приоритетным направлением, а в России, по её мнению, развитие женского спорта тормозится недостаточным финансированием, недостаточным освещением в СМИ (в том числе полным отсутствием рекламы) и закрепившимся стереотипом о футболе как «не женском» виде спорта по сравнению с гандболом, баскетболом или волейболом. При этом она отмечала, что в отдельных городах есть масштабные движения болельщиков женских футбольных команд. Также она критически отзывалась о реакции журналистов на допинговый скандал в российском спорте 2016 года, полагая, что СМИ делают из этого шоу.
У Эльвиры есть несколько татуировок. На плече изображено сердце, которую Эльвира набила после того, как в 2005 году на молодёжном чемпионате Европы россиянки в полуфинале победили Германию: по словам Тодуа, она пообещала Елене Морозовой сделать эту татуировку в случае победы над немками. На правой руке у Эльвиры есть надпись на абхазском, слово family, даты рождения родителей и брата, флаг Абхазии и пистолет как символ грузино-абхазской войны. Также Эльвира снималась для нескольких модных журналов.

## Достижения
- Чемпионат Европы по футболу (девушки до 19 лет)[9]:
  - Чемпионка: 2005
  - Бронзовый призёр: 2004
- Чемпионат России по футболу среди женщин[9]:
  - Чемпионка России: 2010, 2011/2012, 2019, 2020
  - Серебряный призёр чемпионата России: 2009, 2013, 2021, 2022, 2023, 2024
  - Бронзовый призёр чемпионата России: 2003
- Обладательница Кубка России: 2009, 2010, 2017, 2022, 2023[9]
- Лучший вратарь России: 2004, 2005, 2007, 2008[30]

## Статистика

### Клубная
Статистика приводится по данным сайтов ЖФЛ, Soccerway и Womenfootball.ru.
| Клуб               | Сезон     | Чемпионат | Чемпионат | Кубок | Кубок | Еврокубки | Еврокубки | Всего | Всего |
| Клуб               | Сезон     | Матчи     | Голы      | Матчи | Голы  | Матчи     | Голы      | Матчи | Голы  |
| ------------------ | --------- | --------- | --------- | ----- | ----- | --------- | --------- | ----- | ----- |
| ЦСК ВВС            | 2003      | 9         | 0         | -     | -     | -         | -         | 9     | 0     |
| Рязань-ВДВ         | 2005      | 19        | 0         | -     | -     | -         | -         | 19    | 0     |
| Рязань-ВДВ         | 2006      | 8         | 0         | -     | -     | -         | -         | 8     | 0     |
| СКА-Ростов-на-Дону | 2007      | 15        | 0         | -     | -     | -         | -         | 15    | 0     |
| СКА-Ростов-на-Дону | 2008      | 13        | 0         | -     | -     | -         | -         | 13    | 0     |
| Россиянка          | 2009      | 3         | 0         | 1     | 0     | -         | -         | 4     | 0     |
| Россиянка          | 2010      | 14        | 0         | -     | -     | 3         | 0         | 17    | 0     |
| Россиянка          | 2011/2012 | 14        | 0         | -     | -     | 5         | 0         | 19    | 0     |
| Россиянка          | 2012/2013 | 17        | 0         | -     | -     | 5         | 0         | 22    | 0     |
| Россиянка          | 2013      | 9         | 0         | -     | -     | 4         | 0         | 13    | 0     |
| Россиянка          | 2014      | 12        | 0         | -     | -     | -         | -         | 12    | 0     |
| Россиянка          | 2015      | 17        | 0         | -     | -     | -         | -         | 17    | 0     |
| Россиянка          | 2016      | 3         | 0         | -     | -     | 0         | 0         | 3     | 0     |
| ЦСКА               | 2016      | 11        | 1         | -     | -     | -         | -         | 11    | 1     |
| ЦСКА               | 2017      | 14        | 2         | -     | -     | -         | -         | 14    | 2     |
| ЦСКА               | 2018      | 13        | 0         | -     | -     | -         | -         | 13    | 0     |
| ЦСКА               | 2019      | 18        | 0         | -     | -     | -         | -         | 18    | 0     |
| ЦСКА               | 2020      | 11        | 0         | -     | -     | 2         | 0         | 13    | 0     |
| ЦСКА               | 2021      | 19        | 0         | 1     | 0     | 2         | 0         | 22    | 0     |
| ЦСКА               | 2022      | 19        | 0         | 1     | 0     | -         | -         | 20    | 0     |
| ЦСКА               | 2023      | 5         | 0         | 1     | 0     | -         | -         | 6     | 0     |
| ЦСКА               | 2024      | 10        | 0         | 3     | 0     | -         | -         | 13    | 0     |

### Матчи за сборную России
Согласно официальному сайту Российского футбольного союза, по состоянию на 30 ноября 2021 года Эльвира Тодуа сыграла 102 матча за сборную России, пропустив 125 голов в этих матчах.
| №  | Дата             | Соперник             | Матч             | Счёт           | Сыграно минут | Пропущено мячей                   | Примечание                                                |
| -- | ---------------- | -------------------- | ---------------- | -------------- | ------------- | --------------------------------- | --------------------------------------------------------- |
| 1  | 28 января 2005   | Китай                | ТМ               | 1:3            | 46'           | 80′, 81′                          | —                                                         |
| 2  | 26 мая 2005      | Япония               | ТМ               | 2:4            | 46'           | 13′, 31′, 35′                     | —                                                         |
| 3  | 28 августа 2005  | Шотландия            | ОЧМ-2007         | 6:0            | 90            | —                                 | —                                                         |
| 4  | 1 сентября 2005  | Швейцария            | ОЧМ-2007         | 2:0            | 90            | —                                 | —                                                         |
| 5  | 25 сентября 2005 | Германия             | ОЧМ-2007         | 1:5            | 90            | 6′, 8′, 43′, 87′, 90′             | —                                                         |
| 6  | 24 мая 2006      | Шотландия            | ОЧМ-2007         | 4:0            | 90            | —                                 | —                                                         |
| 7  | 17 июня 2006     | Ирландия             | ОЧМ-2007         | 2:0            | 90            | —                                 | —                                                         |
| 8  | 30 мая 2007      | Израиль              | ОЧЕ-2009         | 6:0            | 90            | —                                 | —                                                         |
| 9  | 16 июня 2007     | Польша               | ОЧЕ-2009         | 3:1            | 90            | 5′ (пен.)                         | —                                                         |
| 10 | 23 августа 2007  | Австрия              | ОЧЕ-2009         | 5:1            | 90            | 6′                                | —                                                         |
| 11 | 27 октября 2007  | Норвегия             | ОЧЕ-2009         | 0:3            | 90            | 23′, 62′, 88′                     | —                                                         |
| 12 | 5 марта 2008     | Канада               | Кубок Кипра      | 1:2            | 90            | 8′, 50′                           | —                                                         |
| 13 | 7 марта 2008     | США (до 20)          | Кубок Кипра      | 2:0            | 46'           | —                                 | —                                                         |
| 14 | 12 марта 2008    | Шотландия            | Кубок Кипра      | 3:2            | 46'           | 85′                               | 58'                                                       |
| 15 | 29 мая 2008      | Израиль              | ОЧЕ-2009         | 4:0            | 90            | —                                 | —                                                         |
| 16 | 27 августа 2008  | Австрия              | ОЧЕ-2009         | 3:1            | 90            | 33′                               | —                                                         |
| 17 | 27 сентября 2008 | Польша               | ОЧЕ-2009         | 4:1            | 90            | 83′                               | —                                                         |
| 18 | 2 октября 2008   | Норвегия             | ОЧЕ-2009         | 0:0            | 90            | —                                 | —                                                         |
| 19 | 26 октября 2008  | Шотландия            | ОЧЕ-2009         | 3:2            | 90            | 3′, 13′                           | —                                                         |
| 20 | 30 октября 2008  | Шотландия            | ОЧЕ-2009         | 1:2            | 90            | 64′, 85′                          | —                                                         |
| 21 | 5 марта 2009     | Нидерланды           | Кубок Кипра      | 1:2            | 46'           | 39′, 45′                          | —                                                         |
| 22 | 8 марта 2009     | Новая Зеландия       | Кубок Кипра      | 4:2            | 90            | 2′, 60′ (пен.)                    | —                                                         |
| 23 | 12 марта 2009    | Шотландия            | Кубок Кипра      | 1:2            | 90            | 21′, 27′                          | —                                                         |
| 24 | 29 мая 2009      | Украина              | ТМ               | 0:2            | 90            | 39′, 45′                          | —                                                         |
| 25 | 4 июля 2009      | «Росич-Старко»       | ТМ               | 3:3            | 41'           | 17′                               | В формате двух таймов по 40 минут                         |
| 26 | 6 июля 2009      | Китай                | ТМ               | 0:0            | 90            | —                                 | —                                                         |
| 27 | 9 июля 2009      | Китай                | ТМ               | 0:1            | 90            | 35′                               | —                                                         |
| 28 | 31 августа 2009  | Италия               | ЧЕ-2009          | 0:2            | 90            | 77′, 90+3′                        | —                                                         |
| 29 | 23 сентября 2009 | Швейцария            | ОЧМ-2011         | 2:1            | 90            | 87′                               | —                                                         |
| 30 | 19 июня 2010     | Швейцария            | ОЧМ-2011         | 0:3            | 90            | 18′, 77′, 78′                     | —                                                         |
| 31 | 24 июня 2010     | Израиль              | ОЧМ-2011         | 4:0            | 90            | —                                 | —                                                         |
| 32 | 21 августа 2010  | Ирландия             | ОЧМ-2011         | 1:1            | 90            | 59′ (пен.)                        | —                                                         |
| 33 | 25 августа 2010  | Казахстан            | ОЧМ-2011         | 8:0            | 90            | —                                 | —                                                         |
| 34 | 24 октября 2010  | Украина              | ТМ               | 3:0            | 90            | —                                 | —                                                         |
| 35 | 27 февраля 2011  | Новая Зеландия       | Кубок Кипра      | 3:1            | 90            | 90′                               | —                                                         |
| 36 | 2 марта 2011     | Мексика              | Кубок Кипра      | 0:0            | 90            | —                                 | —                                                         |
| 37 | 4 марта 2011     | Северная Ирландия    | Кубок Кипра      | 2:1            | 90            | 9′                                | —                                                         |
| 38 | 7 марта 2011     | Республика Корея     | Кубок Кипра      | 0:2            | 90            | 7′, 80′                           | —                                                         |
| 39 | 9 марта 2011     | Италия               | Кубок Кипра      | 0:2            | 35'           | —                                 | —                                                         |
| 40 | 18 мая 2011      | Украина              | ТМ               | 2:2            | 90            | 49′, 84′                          | —                                                         |
| 41 | 24 июля 2011     | Китай                | ТМ               | 2:2            | 90            | 1′, 16′                           | —                                                         |
| 42 | 20 августа 2011  | Бельгия              | ТМ               | 0:1            | 9'            | —                                 | —                                                         |
| 43 | 21 сентября 2011 | Польша               | ОЧЕ-2013         | 3:0 (т.п.)     | 90            | —                                 | Изначально Россия победила со счётом 2:0                  |
| 44 | 22 октября 2011  | Босния и Герцеговина | ОЧЕ-2013         | 4:1            | 90            | 54′                               | —                                                         |
| 45 | 26 марта 2011    | Италия               | ОЧЕ-2013         | 0:2            | 90            | 10′ (пен.), 28′                   | —                                                         |
| 46 | 19 ноября 2011   | Греция               | ОЧЕ-2013         | 4:0            | 90            | —                                 | —                                                         |
| 47 | 16 февраля 2012  | Финляндия            | ТМ               | 3:1            | 90            | 8′                                | матч в зале                                               |
| 48 | 31 марта 2012    | Македония            | ОЧЕ-2013         | 8:0            | 90            | —                                 | —                                                         |
| 49 | 4 апреля 2012    | Италия               | ОЧЕ-2013         | 0:2            | 90            | 8′, 65′                           | —                                                         |
| 50 | 16 июня 2012     | Греция               | ОЧЕ-2013         | 4:0            | 90            | —                                 | —                                                         |
| 51 | 21 июня 2012     | Босния и Герцеговина | ОЧЕ-2013         | 1:0            | 90            | —                                 | —                                                         |
| 52 | 11 июля 2012     | Франция              | ТМ               | 0:3            | 90            | 11′, 22′, 41′                     | —                                                         |
| 53 | 15 сентября 2012 | Македония            | ОЧЕ-2013         | 6:0            | 90            | —                                 | —                                                         |
| 54 | 19 сентября 2012 | Польша               | ОЧЕ-2013         | 1:1            | 90            | 45′                               | —                                                         |
| 55 | 21 октября 2012  | Австрия              | ОЧЕ-2013         | 2:0            | 90            | —                                 | —                                                         |
| 56 | 25 октября 2012  | Австрия              | ОЧЕ-2013         | 1:1            | 90            | 75′                               | —                                                         |
| 57 | 15 января 2013   | Испания              | ТМ               | 1:2            | 90            | 13′, 90+2′                        | —                                                         |
| 58 | 7 марта 2013     | Босния и Герцеговина | Славянский кубок | 1:0            | 90            | —                                 | —                                                         |
| 59 | 9 марта 2013     | Словакия             | Славянский кубок | 1:0            | 90            | —                                 | —                                                         |
| 60 | 11 марта 2013    | Чехия                | Славянский кубок | 0:0 (пен. 4:3) | 90            | —                                 | Отразила 2 пенальти в послематчевой серии                 |
| 61 | 8 апреля 2013    | Дания                | ТМ               | 1:5            | 63'           | 47′, 50′, 52′, 55′                | Антирекорд в составе сборной: пропущено 4 мяча за 8 минут |
| 62 | 22 июня 2013     | Украина              | ТМ               | 1:0            | 11'           | —                                 | —                                                         |
| 63 | 12 июля 2013     | Франция              | ЧЕ-2013          | 1:3            | 90            | 21′, 32′, 67′                     | —                                                         |
| 64 | 15 июля 2013     | Англия               | ЧЕ-2013          | 1:1            | 90            | 90+2′                             | —                                                         |
| 65 | 18 июля 2013     | Испания              | ЧЕ-2013          | 1:1            | 90            | 14′                               | —                                                         |
| 66 | 31 октября 2013  | Словакия             | ОЧМ-2015         | 2:0            | 90            | —                                 | —                                                         |
| 67 | 8 февраля 2014   | США                  | ТМ               | 0:7            | 90            | 29′, 32′, 37′, 51′, 54′, 59′, 67′ | —                                                         |
| 68 | 5 марта 2014     | КНДР                 | Кубок Алгарве    | 1:2            | 90            | 33′, 90′                          | —                                                         |
| 69 | 5 апреля 2014    | Словения             | ОЧМ-2015         | 4:1            | 90            | 12′                               | —                                                         |
| 70 | 9 апреля 2014    | Хорватия             | ОЧМ-2015         | 1:0            | 90            | —                                 | —                                                         |
| 71 | 7 мая 2014       | Ирландия             | ОЧМ-2015         | 3:1            | 23'           | —                                 | —                                                         |
| 72 | 14 июня 2014     | Словения             | ОЧМ-2015         | 2:1            | 90            | 59′                               | —                                                         |
| 73 | 19 июня 2014     | Ирландия             | ОЧМ-2015         | 0:0            | 90            | —                                 | —                                                         |
| 74 | 21 августа 2014  | Словакия             | ОЧМ-2015         | 4:1            | 90            | 25′                               | —                                                         |
| 75 | 13 сентября 2014 | Германия             | ОЧМ-2015         | 1:4            | 90            | 6′, 19′, 28′, 72′                 | —                                                         |
| 76 | 22 мая 2015      | Франция              | ТМ               | 1:2            | 90            | 2′, 62′                           | —                                                         |
| 77 | 22 октября 2015  | Германия             | ОЧЕ-2017         | 0:2            | 90            | 8′, 48′                           | —                                                         |
| 78 | 25 ноября 2015   | Турция               | ОЧЕ-2017         | 0:0            | 90            | —                                 | —                                                         |
| 79 | 29 ноября 2015   | Венгрия              | ОЧЕ-2017         | 1:0            | 90            | —                                 | —                                                         |
| 80 | 4 марта 2016     | Новая Зеландия       | Кубок Алгарве    | 0:0            | 90            | —                                 | —                                                         |
| 81 | 7 марта 2016     | Бразилия             | Кубок Алгарве    | 0:3            | 90            | 51′, 66′, 89′                     | —                                                         |
| 82 | 2 июня 2016      | Турция               | ОЧЕ-2017         | 2:0            | 90            | —                                 | —                                                         |
| 83 | 6 июня 2016      | Хорватия             | ОЧЕ-2017         | 3:0            | 90            | —                                 | —                                                         |
| 84 | 16 сентября 2016 | Германия             | ОЧЕ-2017         | 0:4            | 90            | 7′, 14′, 26′, 78′                 | —                                                         |
| 85 | 20 сентября 2016 | Хорватия             | ОЧЕ-2017         | 5:0            | 90            | —                                 | —                                                         |
| 86 | 2 марта 2018     | Канада               | Кубок Алгарве    | 0:1            | 90            | 24′ (пен.)                        | —                                                         |
| 87 | 7 марта 2018     | Китай                | Кубок Алгарве    | 1:2            | 90            | 53′, 78′                          | 50'                                                       |
| 88 | 5 апреля 2018    | Босния и Герцеговина | ОЧМ-2019         | 6:1            | 90            | 5′ (авт.)                         | Тодуа забила в свои ворота                                |
| 89 | 7 марта 2018     | Уэльс                | ОЧМ-2019         | 0:3            | 90            | 48′, 62′, 68′                     | —                                                         |
| 90 | 17 июня 2019     | Чехия                | ТМ               | 0:1            | 90            | 86′                               | —                                                         |
| 91 | 23 февраля 2021  | Сербия               | ТМ               | 0:2            | 90            | 25′, 90′                          | —                                                         |
| 92 | 9 апреля 2021    | Португалия           | ОЧЕ-2021         | 1:0            | 90            | —                                 | —                                                         |
| 93 | 13 апреля 2021   | Португалия           | ОЧЕ-2021         | 0:0            | 90            | —                                 | —                                                         |
| 94 | 21 октября 2021  | Мальта               | ОЧМ-2023         | 6:0            | 90            | —                                 | —                                                         |
| 95 | 30 ноября 2021   | Дания                | ОЧМ-2023         | 1:3            | 90            | 65′, 76′ (пен.), 84′              | —                                                         |

## Комментарии
1. ↑  Из них 13 матчей на первом этапе[38] и 6 матчей на втором этапе (матчи за 1 — 4-е места)[39].
2. ↑  По данным womenfootball.ru, сыграла всего 12 матчей в чемпионате 2007 года[40].
3. ↑  Из них 10 матчей на первом этапе[41] и 3 матча на втором этапе (матчи за 1 — 4-е места)[42].
4. ↑  По данным womenfootball.ru, сыграла всего 4 матча в чемпионате 2007 года[43].
5. ↑  На сайте РФС к списку из 102 матчей относятся все матчи в рамках отборочных и финальных этапов чемпионатов Европы и мира, начиная с отбора к чемпионату мира 2007 года, а также товарищеские матчи (в том числе матчи в рамках Кубка Алгарве). Представленный ниже список не является исчерпывающим: сюда включены все 19 матчей, квалифицируемых сайтом РФС как «Товарищеские матчи» (начиная с 27 февраля 2011 года), и некоторые из списка размером 21 встречу, который относится к «Остальным матчам» (38 пропущенных голов)[19].